# Strychnos progeliana
Strychnos progeliana är en tvåhjärtbladig växtart som beskrevs av Krukoff och Barneby. Strychnos progeliana ingår i släktet Strychnos och familjen Loganiaceae. Inga underarter finns listade i Catalogue of Life.